# Crínis
Crínis (en grec antic Κρίνις Krínis) va ser un filòsof estoic grec esmentat per Diògenes Laerci. Es creu que va fundar una escola independent propera al sistema estoic. Va escriure un treball titulat διαλεκτικὴ τέχνη.
Crínis va fundar un temple dedicat a Apol·lo a Crisa, una ciutat de Mísia. Va fer malament un sacrifici i això va desencadenar la còlera del déu, que va enviar una plaga de ratolins a delmar els camps de casa seva. Un dia Apol·lo va baixar al país on va ser acollit de forma hospitalària pel cap dels pastors de Crínis. Això va amansir el déu, i ell mateix va matar els ratolins amb les seves fletxes. Va demanar a Crínis que consagrés el temple a "Apol·lo dels ratolins" (Apol·lo Esminteu). El Suides esmenta un Crinis que va ser sacerdot d'Apol·lo i que probablement era la mateixa persona.